# Jiří Janouch

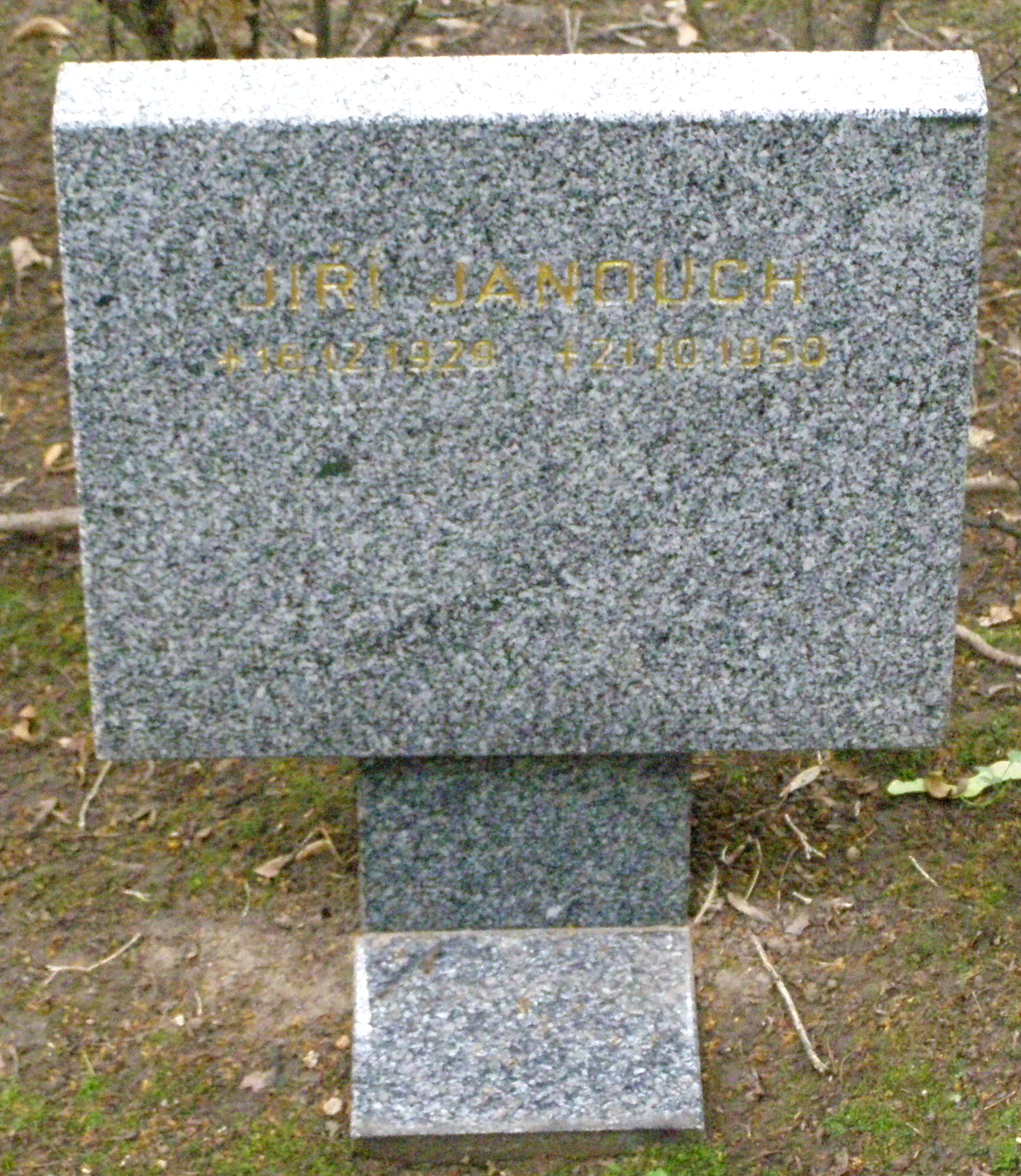
Symbolický hrob na Čestném pohřebišti popravených a umučených z padesátých let (III. odboj) na Ďáblickém hřbitově v Praze

Jiří Janouch (* 18. prosince 1929 Vyklice – 21. října 1950 Pankrácká věznice, Praha) byl český strojní zámečník, mechanik a protikomunistický odbojář. V roce 1950 byl v politickém procesu za trestné činy velezrady, vyzvědačství a pokus o vraždu příslušníků SNB popraven.

## Životopis
Narodil se v dnes již zaniklé obci Vyklice poblíž Chabařovic v dnešním Ústeckém kraji. Absolvoval obecnou a měšťanskou školu ve středočeských Mutějovicích. Po ukončení studia pracoval jako hornický učeň na dole Rako v obci Lubná. Od roku 1945 pracoval v tzv. Stalinových závodech v dnes již zaniklé obci Záluží poblíž města Most, nejdříve jako strojní zámečník, později jako mechanik u těžkých bagrů.

### Protirežimní činnost
Na jaře roku 1948 se zapojil do protirežimní skupiny, která chtěla ve Stalinových závodech provádět sabotážní činnost. Skupina měla za tímto účelem shromažďovat potřebný materiál včetně střelných zbraní. Sám Janouch skupině nabídl svoji pistoli. Rovněž se měl zavázat, že pro skupinu v případě zájmu sestaví radiostanici. Činnost skupiny byla brzy odhalena a v květnu 1948 tak byl Janouch zatčen. Po jednom měsíci byl z vazby propuštěn, přičemž stíhán byl na svobodě. Za napomáhání ilegální skupině k protistátní činnosti jej na konci roku 1949 Okresní soud v Litvínově odsoudil k dvouletému trestu odnětí svobody. Trest mu byl ještě v červnu 1948 díky amnestii prezidenta Klementa Gottwalda snížen o polovinu na jeden rok odnětí svobody. Do věznice v krajské soudní věznici v Litoměřicích nastoupil v květnu 1950, později byl převezen na Jáchymovsko, kde nuceně pracoval.

### Útěk a trest smrti
V srpnu 1950 se skupina vězňů z TPT Mariánská (v čele s Václavem Tipplem), kde byl umístěn i Janouch, dohodla na útěku z pracoviště. Dne 5. září 1950 tak skupina přibližně deseti trestanců krátce po nástupu na obvyklou směnu odzbrojila dva strážce SNB, kterým trestanci sebrali zbraně a uniformy. Sám Janouch se pak do uniformy jednoho z příslušníků převlékl a ozbrojil se. V uniformě příslušníka SNB tak před sebou po úspěšném útěku vedl krajinou čtyři uprchlé trestance včetně organizátora skupiny Tippla, což v oblasti nebudilo zvláštní pozornost. Po několikakilometrovém putování byli ještě tentýž den zadrženi dalšími příslušníky SNB. Jeden z trestanců byl při útěku při snaze o zadržení zastřelen, vedoucímu skupiny Tipplovi se podařilo uniknout, dopaden byl nicméně již druhý den. Janouch a další dva zbývající trestanci byli zadrženi a převezeni do cely v klášteře v obci Mariánská. Soudní proces se skupinou započal jen měsíc po útoku (navíc přímo v Jáchymově), neboť případ se kvůli odzbrojení příslušníků SNB stal pro režim jedním z prioritních. Janouch byl v procesu spolu s dalšími členy skupiny odsouzen k trestu smrti. Stejně jako ostatní členové skupiny se odvolal, odvolání bylo ale promptně zamítnuto. Dne 21. října 1950, pouhý měsíc a půl po spáchání činu a jen necelé 2 týdny po vynesení rozsudku, byl v Pankrácké věznici popraven.
Po sametové revoluci byl rehabilitován.